# 71. Kongress der Vereinigten Staaten
Der 71. Kongress der Vereinigten Staaten, bestehend aus dem Repräsentantenhaus und dem Senat, war die Legislative der Vereinigten Staaten. Seine Legislaturperiode dauerte vom 4. März 1929 bis zum 4. März 1931. Alle Abgeordneten des Repräsentantenhauses sowie ein Drittel der Senatoren (Klasse I) waren im November 1928 bzw. im September im Bundesstaat Maine bei den Kongresswahlen gewählt worden. Dabei ergab sich in beiden Kammern eine Mehrheit für die Republikanische Partei, die mit Herbert Hoover auch den Präsidenten stellte. Der Demokratischen Partei blieb nur die Rolle in der Opposition. Während der Legislaturperiode gab es viele Rücktritte und Todesfälle, die aber an den Mehrheitsverhältnissen nichts änderten. Mit insgesamt 27 Nachwahlen gab es während dieser Legislaturperiode mehr Nachrücker als in jeder anderen Kongressamtszeit in der Geschichte dieses Gremiums. Der Kongress tagte in der amerikanischen Bundeshauptstadt Washington, D.C. Die Vereinigten Staaten bestanden damals aus 48 Bundesstaaten. Die Sitzverteilung im Repräsentantenhaus basierte auf der Volkszählung von 1910. (Wegen fehlender politischer Mehrheiten wurde die eigentliche Anpassung nach den Zahlen der Volkszählung von 1920 nicht vorgenommen. Die nächste Anpassung erfolgte erst im Jahr 1933 mit den Daten der Volkszählung von 1930).

## Wichtige Ereignisse
- 4. März 1929: Beginn der Legislaturperiode des 71. Kongresses. Gleichzeitig wird der ebenfalls im November 1928 gewählte Herbert Hoover in sein Amt als US-Präsident eingeführt. Er löst Calvin Coolidge ab.
- 24. Oktober 1929: Mit dem sogenannten Schwarzer Donnerstag beginnt die Weltwirtschaftskrise, die den Rest der Legislaturperiode überschattet.
- 25. Oktober 1929: der frühere Innenminister Albert B. Fall wird wegen Bestechung im Zusammenhang mit dem Teapot-Dome-Skandal verurteilt und muss als erster amerikanischer Minister für ein während seiner Amtszeit begangenes Verbrechen eine Haftstrafe antreten.

## Die wichtigsten Gesetze
In den Sitzungsperioden des 71. Kongresses wurden unter anderem folgende Bundesgesetze verabschiedet (siehe auch: Gesetzgebungsverfahren):
- 15. Juni 1929: Agriculture Marketing Act
- 18. Juni 1929: Reapportionment Act of 1929
- 17. Juni 1930: Hawley-Smoot Tariff Act
- 3. März 1931: Davis–Bacon Act

## Zusammensetzung nach Parteien

### Senat
- Demokratische Partei: 39
- Republikanische Partei: 56 (Mehrheit)
- Sonstige: 1
- Vakant: 1

Gesamt: 96

### Repräsentantenhaus
- Demokratische Partei: 164
- Republikanische Partei: 270 (Mehrheit)
- Sonstige: 1
- Vakant: 0

Gesamt: 435
Außerdem gab es noch fünf nicht stimmberechtigte Kongressdelegierte.

## Amtsträger

### Senat
- Präsident des Senats: Charles Curtis (R)
- Präsident pro tempore: George H. Moses (R)

#### Führung der Mehrheitspartei
- Mehrheitsführer: James Eli Watson (R)
- Mehrheitswhip: Simeon D. Fess (R)

#### Führung der Minderheitspartei
- Minderheitsführer: Joseph Taylor Robinson (D)
- Minderheitswhip: Morris Sheppard (D)

### Repräsentantenhaus
- Sprecher des Repräsentantenhauses: Nicholas Longworth (R)

#### Führung der Mehrheitspartei
- Mehrheitsführer: John Q. Tilson (R)

#### Führung der Minderheitspartei
- Minderheitsführer: John Nance Garner (D)

## Senatsmitglieder
Im 71. Kongress vertraten folgende Senatoren ihre jeweiligen Bundesstaaten:
| Alabama - 2. James Thomas Heflin (D) - 3. Hugo Black (D) Arizona - 1. Henry F. Ashurst (D) - 3. Carl Hayden (D) Arkansas - 2. Joseph Taylor Robinson (D) - 3. Thaddeus H. Caraway (D) Kalifornien - 1. Hiram Johnson (R) - 3. Samuel M. Shortridge (R) Colorado - 2. Lawrence C. Phipps (R) - 3. Charles W. Waterman (R) Connecticut - 1. Frederic C. Walcott (R) - 3. Hiram Bingham (R) Delaware - 1. John G. Townsend (R) - 2. Daniel O. Hastings (R) Florida - 1. Park Trammell (D) - 3. Duncan U. Fletcher (D) Georgia - 2. William J. Harris (D) - 3. Walter F. George (D) Idaho - 2. William Borah (R) - 3. John W. Thomas (R) Illinois - 2. Charles S. Deneen (R) - 3. Otis F. Glenn (R) Indiana - 1. Arthur Raymond Robinson (R) - 3. James Eli Watson (R) Iowa - 2. Daniel F. Steck (D) - 3. Smith W. Brookhart (R) Kansas - 2. Arthur Capper (R) - 3. Henry Justin Allen (R) vom 1. April 1929 bis zum 30. November 1930 - George McGill (D) ab dem 1. Dezember 1930 Kentucky - 2. Frederic M. Sackett (R) bis zum 9. Januar 1930 - John M. Robsion (R) vom 11. Januar bis zum 30. November 1930 - Ben M. Williamson (D) ab dem 1. Dezember 1930 - 3. Alben W. Barkley (D) Louisiana - 2. Joseph E. Ransdell (D) - 3. Edwin S. Broussard (D) Maine - 1. Frederick Hale (R) - 2. Arthur R. Gould (R) Maryland - 1. Phillips Lee Goldsborough (R) - 3. Millard Tydings (D) Massachusetts - 1. David I. Walsh (D) - 2. Frederick H. Gillett (R) Michigan - 1. Arthur H. Vandenberg (R) - 2. James J. Couzens (R) Minnesota - 1. Henrik Shipstead (Farmer Labor Party) - 2. Thomas David Schall (R) Mississippi - 1. Hubert D. Stephens (D) - 2. Pat Harrison (D) Missouri - 1. Roscoe C. Patterson (R) - 3. Harry B. Hawes (D) Montana - 1. Burton K. Wheeler (D) - 2. Thomas J. Walsh (D) Nebraska - 1. Robert B. Howell (R) - 2. George W. Norris (R) | Nevada - 1. Key Pittman (D) - 3. Tasker Oddie (R) New Hampshire - 2. Henry W. Keyes (R) - 3. George H. Moses (R) New Jersey - 1. Hamilton Fish Kean (R) - 2. Walter Evans Edge (R) bis zum 21. November 1929 - David Baird (R) vom 30. November 1929 bis zum 2. Dezember 1930 - Dwight Morrow (R) ab dem 3. Dezember 1930 New Mexico - 1. Bronson M. Cutting (R) - 2. Sam G. Bratton (D) New York - 1. Royal S. Copeland (D) - 3. Robert F. Wagner (D) North Carolina - 2. Furnifold McLendel Simmons (D) - 3. Lee Slater Overman (D) bis zum 12. Dezember 1930 - Cameron A. Morrison (D) ab dem 13. Dezember 1930 North Dakota - 1. Lynn Frazier (R) - 3. Gerald Nye (R) Ohio - 1. Simeon D. Fess (R) - 3. Theodore E. Burton (R) bis zum 28. Oktober 1929 - Roscoe C. McCulloch (R) vom 5. November 1929 bis zum 30. November 1930 - Robert J. Bulkley (D) ab dem 1. Dezember 1930 Oklahoma - 2. William B. Pine (R) - 3. Elmer Thomas (D) Oregon - 2. Charles L. McNary (R) - 3. Frederick Steiwer (R) Pennsylvania - 1. David A. Reed (R) - 3. William Scott Vare (R) wurde aber vom Senat nicht zugelassen (siehe Artikel) gab am 9. Dezember 1929 auf - Joseph R. Grundy (R) vom 11. Dezember 1929 bis zum 1. Dezember 1930 - James J. Davis (R) ab dem 2. Dezember 1930 Rhode Island - 1. Felix Hebert (R) - 2. Jesse H. Metcalf (R) South Carolina - 2. Coleman Livingston Blease (D) - 3. Ellison D. Smith (D) South Dakota - 2. William H. McMaster (R) - 3. Peter Norbeck (R) Tennessee - 1. Kenneth McKellar (D) - 2. Lawrence Tyson (D) bis zum 24. August 1929 - William Emerson Brock (D) ab dem 2. September 1929 Texas - 1. Tom Connally (D) - 2. Morris Sheppard (D) Utah - 1. William H. King (D) - 3. Reed Smoot (R) Vermont - 1. Frank L. Greene (R) bis zum 17. Dezember 1930 - Frank C. Partridge (R) ab dem 23. Dezember 1930 - 3. Porter H. Dale (R) Virginia - 1. Claude A. Swanson (D) - 2. Carter Glass (D) Washington - 1. Clarence Dill (D) - 3. Wesley Livsey Jones (R) West Virginia - 1. Henry D. Hatfield (R) - 2. Guy D. Goff (R) Wisconsin - 1. Robert M. La Follette Jr. (R) - 3. John J. Blaine (R) Wyoming - 1. John B. Kendrick (D) - 2. Francis E. Warren (R) bis zum 24. November 1929 - Patrick Joseph Sullivan (R) vom 5. Dez. 1929 bis zum 20. Nov. 1930 - Robert D. Carey (R) ab dem 1. Dezember 1930 |

## Mitglieder des Repräsentantenhauses
Folgende Kongressabgeordnete vertraten im 71. Kongress die Interessen ihrer jeweiligen Bundesstaaten:
| Alabama 10 Wahlbezirke - 1. John McDuffie (D) - 2. J. Lister Hill (D) - 3. Henry B. Steagall (D) - 4. Lamar Jeffers (D) - 5. LaFayette L. Patterson (D) - 6. William Bacon Oliver (D) - 7. Miles C. Allgood (D) - 8. Edward B. Almon (D) - 9. George Huddleston (D) - 10. William B. Bankhead (D) Arizona Staatsweite Wahl - Lewis Williams Douglas (D) Arkansas 7 Wahlbezirke. - 1. William J. Driver (D) - 2. Pearl Peden Oldfield (D) - 3. Claude A. Fuller (D) - 4. Otis Wingo (D) bis zum 21. Oktober 1930 - Effiegene Locke Wingo ab dem 4. November 1930 - 5. Heartsill Ragon (D) - 6. David Delano Glover (D) - 7. Tilman Bacon Parks (D) Kalifornien 11 Wahlbezirke. - 1. Clarence F. Lea (D) - 2. Harry Lane Englebright (R) - 3. Charles F. Curry (R) bis zum 10. Oktober 1930 - 4. Florence Prag Kahn (R) - 5. Richard J. Welch (R) - 6. Albert E. Carter (R) - 7. Henry E. Barbour (R) - 8. Arthur M. Free (R) - 9. William E. Evans (R) - 10. Joe Crail (R) - 11. Phil Swing (R) Colorado 4 Wahlbezirke - 1. William R. Eaton (R) - 2. Charles B. Timberlake (R) - 3. Guy U. Hardy (R) - 4. Edward T. Taylor (D) Connecticut 5 Wahlbezirke - 1. E. Hart Fenn (R) - 2. Richard P. Freeman (R) - 3. John Q. Tilson (R) - 4. Schuyler Merritt (R) - 5. James P. Glynn (R) bis zum 6. März 1930 - Edward W. Goss (R) ab dem 4. November 1930 Delaware Staatsweite Wahl - Robert G. Houston (R) Florida 4 Wahlbezirke - 1. Herbert J. Drane (D) - 2. Robert A. Green (D) - 3. Tom A. Yon (D) - 4. Ruth Bryan Owen (D) Georgia 12 Wahlbezirke - 1. Charles Gordon Edwards (D) - 2. Edward E. Cox (D) - 3. Charles R. Crisp (D) - 4. William C. Wright (D) - 5. Leslie Jasper Steele (D) bis zum 24. Juli 1929 - Robert Ramspeck (D) ab dem 2. Oktober 1929 - 6. Samuel Rutherford (D) - 7. Malcolm C. Tarver (D) - 8. Charles Hillyer Brand (D) - 9. Thomas Montgomery Bell (D) - 10. Carl Vinson (D) - 11. William Chester Lankford (D) - 12. William Washington Larsen (D) Idaho 2 Wahlbezirke - 1. Burton L. French (R) - 2. Addison T. Smith (R) Illinois 25 Wahlbezirke. Außerdem wurden zwei Abgeordnete staatsweit gewählt - 1. Oscar Stanton De Priest (R) - 2. Morton D. Hull (R) - 3. Elliott W. Sproul (R) - 4. Thomas A. Doyle (D) - 5. Adolph J. Sabath (D) - 6. James T. Igoe (D) - 7. M. Alfred Michaelson (R) - 8. Stanley H. Kunz (D) - 9. Frederick A. Britten (R) - 10. Carl R. Chindblom (R) - 11. Frank R. Reid (R) - 12. John T. Buckbee (R) - 13. William Richard Johnson (R) - 14. John Clayton Allen (R) - 15. Burnett M. Chiperfield (R) ab dem 4. November 1930 - 16. William E. Hull (R) - 17. Homer W. Hall (R) - 18. William P. Holaday (R) - 19. Charles Adkins (R) - 20. Henry T. Rainey (D) - 21. Frank M. Ramey (R) - 22. Edward M. Irwin (R) - 23. William W. Arnold (D) - 24. Thomas Sutler Williams (R) bis zum 11. November 1929 - Claude V. Parsons (D) ab dem 4. November 1930 - 25. Edward E. Denison (R) - 26. Ruth McCormick-Simms (R) staatsweit gewählt - 27. Richard Yates (R) staatsweit gewählt Indiana 13 Wahlbezirke - 1. Harry E. Rowbottom (R) - 2. Arthur H. Greenwood (D) - 3. James W. Dunbar (R) - 4. Harry C. Canfield (D) - 5. Noble J. Johnson (R) - 6. Richard N. Elliott (R) - 7. Louis Ludlow (D) - 8. Albert Henry Vestal (R) - 9. Fred S. Purnell (R) - 10. William Robert Wood (R) - 11. Albert R. Hall (R) - 12. David Hogg (R) - 13. Andrew J. Hickey (R) Iowa 11 Wahlbezirke - 1. William F. Kopp (R) - 2. F. Dickinson Letts (R) - 3. Thomas J. B. Robinson (R) - 4. Gilbert N. Haugen (R) - 5. Cyrenus Cole (R) - 6. C. William Ramseyer (R) - 7. Cassius C. Dowell (R) - 8. Lloyd Thurston (R) - 9. Charles Edward Swanson (R) - 10. Lester J. Dickinson (R) - 11. Ed H. Campbell (R) Kansas 8 Wahlbezirke. - 1. William P. Lambertson (R) - 2. Ulysses Samuel Guyer (R) - 3. William H. Sproul (R) - 4. Homer Hoch (R) - 5. James G. Strong (R) - 6. Charles I. Sparks (R) - 7. Clifford R. Hope (R) - 8. William Augustus Ayres (D) Kentucky 11 Wahlbezirke - 1. William Voris Gregory (D) - 2. David Hayes Kincheloe (D) bis zum 5. Oktober 1930 - John Lloyd Dorsey (D) ab dem 4. November 1930 - Charles W. Roark (R) bis zum 5. April 1929 - John William Moore (D) ab dem 1. Juni 1929 - 4. John D. Craddock (R) - 5. Maurice Thatcher (R) - 6. J. Lincoln Newhall (R) - 7. Robert E. Lee Blackburn (R) - 8. Lewis L. Walker (R) - 9. Elva R. Kendall (R) - 10. Katherine G. Langley (R) - 11. John M. Robsion (R) bis zum 10. Januar 1930 - Charles Finley (R) ab dem 1. März 1930 Louisiana 8 Wahlbezirke - 1. James O’Connor (D) - 2. James Z. Spearing (D) - 3. Whitmell P. Martin (D) bis zum 6. April 1929 - Numa F. Montet (D) ab dem 14. Oktober 1929 - 4. John N. Sandlin (D) - 5. Riley J. Wilson (D) - 6. Bolivar E. Kemp (D) - 7. René L. De Rouen (D) - 8. James Benjamin Aswell (D) Maine 4 Wahlbezirke - 1. Carroll L. Beedy (R) - 2. Wallace H. White (R) - 3. John E. Nelson (R) - 4. Donald F. Snow (R) Maryland 6 Wahlbezirke. - 1. Thomas Alan Goldsborough (D) - 2. Linwood Clark (R) - 3. Vincent Luke Palmisano (D) - 4. John Charles Linthicum (D) - 5. Stephen Warfield Gambrill (D) - 6. Frederick Nicholas Zihlman (R) Massachusetts 16 Wahlbezirke - 1. Allen T. Treadway (R) - 2. Will Kirk Kaynor (R) bis zum 20. Dezember 1929 - William J. Granfield (D) ab dem 11. Februar 1930 - 3. Frank H. Foss (R) - 4. George R. Stobbs (R) - 5. Edith Nourse Rogers (R) - 6. Abram Andrew (R) - 7. William P. Connery (D) - 8. Frederick W. Dallinger (R) - 9. Charles L. Underhill (R) - 10. John J. Douglass (D) - 11. George H. Tinkham (R) - 12. John W. McCormack (D) - 13. Robert Luce (R) - 14. Richard B. Wigglesworth (R) - 15. Joseph William Martin (R) - 16. Charles L. Gifford (R) Michigan 13 Wahlbezirke - 1. Robert H. Clancy (R) - 2. Earl C. Michener (R) - 3. Joseph L. Hooper (R) - 4. John C. Ketcham (R) - 5. Carl E. Mapes (R) - 6. Grant M. Hudson (R) - 7. Louis C. Cramton (R) - 8. Bird J. Vincent (R) - 9. James C. McLaughlin (R) - 10. Roy O. Woodruff (R) - 11. Frank P. Bohn (R) - 12. W. Frank James (R) - 13. Clarence J. McLeod (R) Minnesota 10. Wahlbezirke - 1. Victor Christgau (R) - 2. Frank Clague (R) - 3. August H. Andresen (R) - 4. Melvin Maas (R) - 5. Walter Newton (R) bis zum 30. Juni 1929 - William I. Nolan (R) ab dem 17. Juli 1929 - 6. Harold Knutson (R) - 7. Ole J. Kvale (Farmer Labor Party) bis zum 11. September 1929 - Paul John Kvale (Farmer Labor Party) ab dem 6. Oktober 1929 - 8. William Pittenger (R) - 9. Conrad Selvig (R) - 10. Godfrey G. Goodwin (R) Mississippi 8 Wahlbezirke - 1. John E. Rankin (D) - 2. Wall Doxey (D) - 3. William M. Whittington (D) - 4. T. Jeff Busby (D) - 5. Ross A. Collins (D) - 6. Robert Samuel Hall (D) - 7. Percy Quin (D) - 8. James William Collier (D) Missouri 16 Wahlbezirke - 1. Milton A. Romjue (D) - 2. Ralph F. Lozier (D) - 3. Jacob L. Milligan (D) - 4. David W. Hopkins (R) - 5. Edgar C. Ellis (R) - 6. Thomas Jefferson Halsey (R) - 7. John William Palmer (R) - 8. William L. Nelson (D) - 9. Clarence Cannon (D) - 10. Henry F. Niedringhaus (R) - 11. John J. Cochran (D) - 12. Leonidas C. Dyer (R) - 13. Charles Edward Kiefner (R) - 14. Dewey Jackson Short (R) - 15. Joe J. Manlove (R) - 16. Rowland Louis Johnston (R) Montana 2 Wahlbezirke - 1. John M. Evans (D) - 2. Scott Leavitt (R) Nebraska 6 Wahlbezirke - 1. John H. Morehead (D) - 2. Willis G. Sears (R) - 3. Edgar Howard (D) - 4. Charles Henry Sloan (R) - 5. Fred Gustus Johnson (R) - 6. Robert G. Simmons (R) | Nevada Staatsweite Wahl - Samuel S. Arentz (R) New Hampshire 2 Wahlbezirke - 1. Fletcher Hale (R) - 2. Edward Hills Wason (R) New Jersey 12 Wahlbezirke - 1. Charles A. Wolverton (R) - 2. Isaac Bacharach (R) - 3. Harold G. Hoffman (R) - 4. Charles Aubrey Eaton (R) - 5. Ernest R. Ackerman (R) - 6. Randolph Perkins (R) - 7. George N. Seger (R) - 8. Fred A. Hartley (R) - 9. Franklin W. Fort (R) - 10. Frederick R. Lehlbach (R) - 11. Oscar L. Auf der Heide (D) - 12. Mary Teresa Norton (D) New Mexico Staatsweite Wahl - Albert G. Simms (R) New York 43 Wahlbezirke - 1. Robert L. Bacon (R) - 2. William F. Brunner (D) - 3. George W. Lindsay (D) - 4. Thomas H. Cullen (D) - 5. Loring M. Black (D) - 6. Andrew Lawrence Somers (D) - 7. John Quayle (D) bis zum 27. November 1930 - 8. Patrick J. Carley (D) - 9. David J. O’Connell (D) bis zum 29. Dezember 1930 - Stephen A. Rudd (D) ab dem 17. Februar 1931 - 10. Emanuel Celler (D) - 11. Anning Smith Prall (D) - 12. Samuel Dickstein (D) - 13. Christopher D. Sullivan (D) - 14. William I. Sirovich (D) - 15. John J. Boylan (D) - 16. John J. O’Connor (D) - 17. Ruth Baker Pratt (R) - 18. John F. Carew (D) bis zum 28. Dezember 1929 - Martin J. Kennedy (D) ab dem 11. April 1930 - 19. Sol Bloom (D) - 20. Fiorello LaGuardia (R) - 21. Joseph A. Gavagan (D) ab dem 5. November 1929 - 22. Anthony J. Griffin (D) - 23. Frank Oliver (D) - 24. James M. Fitzpatrick (D) - 25. J. Mayhew Wainwright (R) - 26. Hamilton Fish III (R) - 27. Harcourt J. Pratt (R) - 28. Parker Corning (D) - 29. James S. Parker (R) - 30. Frank Crowther (R) - 31. Bertrand Snell (R) - 32. Francis D. Culkin (R) - 33. Frederick Morgan Davenport (R) - 34. John D. Clarke (R) - 35. Clarence E. Hancock (R) - 36. John Taber (R) - 37. Gale H. Stalker (R) - 38. James L. Whitley (R) - 39. Archie D. Sanders (R) - 40. S. Wallace Dempsey (R) - 41. Edmund F. Cooke (R) - 42. James M. Mead (D) - 43. Daniel A. Reed (R) North Carolina 10 Wahlbezirke - 1. Lindsay Carter Warren (D) - 2. John H. Kerr (D) - 3. Charles Laban Abernethy (D) - 4. Edward W. Pou (D) - 5. Charles Manly Stedman (D) bis zum 23. September 1930 - Franklin Wills Hancock (D) ab dem 4. November 1930 - 6. J. Bayard Clark (D) - 7. William C. Hammer (D) bis zum 26. September 1930 - Hinton James (D) ab dem 4. November 1930 - 8. Robert L. Doughton (D) - 9. Charles A. Jonas (R) - 10. George M. Pritchard (R) North Dakota 3 Wahlbezirke - 1. Olger B. Burtness (R) - 2. Thomas Hall (R) - 3. James H. Sinclair (R) Ohio 22 Wahlbezirke - 1. Nicholas Longworth (R) - 2. William E. Hess (R) - 3. Roy G. Fitzgerald (R) - 4. John L. Cable (R) - 5. Charles J. Thompson (R) - 6. Charles Cyrus Kearns (R) - 7. Charles Brand (R) - 8. Grant E. Mouser (R) - 9. William W. Chalmers (R) - 10. Thomas A. Jenkins (R) - 11. Mell G. Underwood (D) - 12. John C. Speaks (R) - 13. Joseph E. Baird (R) - 14. Francis Seiberling (R) - 15. C. Ellis Moore (R) - 16. Charles B. McClintock (R) - 17. William Mitchell Morgan (R) - 18. B. Frank Murphy (R) - 19. John G. Cooper (R) - 20. Charles A. Mooney (D) - 21. Robert Crosser (D) - 22. Chester C. Bolton (R) Oklahoma 8 Wahlbezirke - 1. Charles O’Connor (R) - 2. William W. Hastings (D) - 3. Wilburn Cartwright (D) - 4. Thomas D. McKeown (D) - 5. Ulysses S. Stone (R) - 6. Jed Johnson (D) - 7. James V. McClintic (D) - 8. Milton C. Garber (R) Oregon 3 Wahlbezirke - 1. Willis C. Hawley (R) - 2. Robert R. Butler (R) - 3. Franklin F. Korell (R) Pennsylvania 36 Wahlbezirke - 1. James M. Beck (R) - 2. George Scott Graham (R) - 3. Harry C. Ransley (R) - 4. Benjamin M. Golder (R) - 5. James J. Connolly (R) - 6. George Austin Welsh (R) - 7. George P. Darrow (R) - 8. James Wolfenden (R) - 9. Henry Winfield Watson (R) - 10. William Walton Griest (R) bis zum 5. Dezember 1929 - J. Roland Kinzer (R) ab dem 28. Januar 1930 - 11. Laurence Hawley Watres (R) - 12. John J. Casey (D) bis zum 5. Mai 1929 - Charles Murray Turpin (R) ab dem 4. Juni 1929 - 13. George F. Brumm (R) - 14. Charles Joseph Esterly (R) - 15. Louis Thomas McFadden (R) - 16. Edgar Raymond Kiess (R) bis zum 20. Juli 1930 - Robert F. Rich (R) ab dem 4. November 1930 - 17. Frederick William Magrady (R) - 18. Edward M. Beers (R) - 19. Isaac Hoffer Doutrich (R) - 20. James Russell Leech (R) - 21. Jacob Banks Kurtz (R) - 22. Franklin Menges (R) - 23. James Mitchell Chase (R) - 24. Samuel Austin Kendall (R) - 25. Henry Wilson Temple (R) - 26. J. Howard Swick (R) - 27. Nathan Leroy Strong (R) - 28. Thomas Cunningham Cochran (R) - 29. Milton William Shreve (R) - 30. William R. Coyle (R) - 31. Adam Martin Wyant (R) - 32. Stephen Geyer Porter (R) bis zum 27. Juni 1930 - Edmund Frederick Erk (R) ab dem 4. November 1930 - 33. Melville Clyde Kelly (R) - 34. Patrick Joseph Sullivan (R) - 35. Harry Allison Estep (R) - 36. Guy Edgar Campbell (R) Rhode Island 3 Wahlbezirke - 1. Clark Burdick (R) - 2. Richard S. Aldrich (R) - 3. Jeremiah E. O’Connell (D) bis zum 9. Mai 1930 - Francis Condon (D) ab dem 4. November 1930 South Carolina 7 Wahlbezirke. - 1. Thomas S. McMillan (D) - 2. Butler B. Hare (D) - 3. Frederick H. Dominick (D) - 4. John J. McSwain (D) - 5. William F. Stevenson (D) - 6. Allard H. Gasque (D) - 7. Hampton P. Fulmer (D) South Dakota 3 Wahlbezirke - 1. Charles A. Christopherson (R) - 2. Royal C. Johnson (R) - 3. William Williamson (R) Tennessee 10 Wahlbezirke - 1. Brazilla Carroll Reece (R) - 2. J. Will Taylor (R) - 3. Sam D. McReynolds (D) - 4. Cordell Hull (D) - 5. Ewin L. Davis (D) - 6. Joseph W. Byrns (D) - 7. Edward Everett Eslick (D) - 8. Gordon Browning (D) - 9. Jere Cooper (D) - 10. Hubert Fisher (D) Texas 18 Wahlbezirke - 1. Wright Patman (D) - 2. John C. Box (D) - 3. Morgan G. Sanders (D) - 4. Sam Rayburn (D) - 5. Hatton W. Sumners (D) - 6. Luther Alexander Johnson (D) - 7. Clay Stone Briggs (D) - 8. Daniel E. Garrett (D) - 9. Joseph J. Mansfield (D) - 10. James P. Buchanan (D) - 11. Oliver H. Cross (D) - 12. Fritz G. Lanham (D) - 13. Guinn Williams (D) - 14. Augustus McCloskey (D) bis zum 10. Februar 1930 - Harry M. Wurzbach (R) - 15. John Nance Garner (D) - 16. Claude Benton Hudspeth (D) - 17. Robert Quincy Lee (D) bis zum 18. April 1930 - Thomas L. Blanton (D) - 18. John Marvin Jones (D) Utah 2 Wahlbezirke - 1. Don B. Colton (R) - 2. Elmer O. Leatherwood (R) bis zum 24. Dezember 1929 - Frederick C. Loofbourow (R) ab dem 4. November 1930 Vermont 2 Wahlbezirke - 1. Elbert S. Brigham (R) - 2. Ernest Gibson (R) Virginia 10 Wahlbezirke - 1. S. Otis Bland (D) - 2. Menalcus Lankford (R) - 3. Andrew Jackson Montague (D) - 4. Patrick H. Drewry (D) - 5. Joseph Whitehead (D) - 6. Clifton A. Woodrum (D) - 7. Jacob A. Garber (R) - 8. R. Walton Moore (D) - 9. Joseph Crockett Shaffer (R) - 10. Henry St. George Tucker III (D) Washington 5 Wahlbezirke - 1. John Franklin Miller (R) - 2. Lindley H. Hadley (R) - 3. Albert Johnson (R) - 4. John W. Summers (R) - 5. Samuel B. Hill (D) West Virginia 6 Wahlbezirke - 1. Carl G. Bachmann (R) - 2. Frank L. Bowman (R) - 3. John M. Wolverton (R) - 4. James A. Hughes (R) bis zum 2. März 1930 - Robert Lynn Hogg (R) ab dem 4. November 1930 - 5. Hugh Ike Shott (R) - 6. Joe L. Smith (D) Wisconsin 11 Wahlbezirke - 1. Henry A. Cooper (R) bis zum 1. März 1931 - 2. Charles A. Kading (R) - 3. John M. Nelson (R) - 4. John C. Schafer (R) - 5. William H. Stafford (R) - 6. Florian Lampert (R) bis zum 18. Juli 1930 - Michael Reilly (D) ab dem 4. November 1930 - 7. Merlin Hull (R) - 8. Edward E. Browne (R) - 9. George J. Schneider (R) - 10. James A. Frear (R) - 11. Hubert H. Peavey (R) Wyoming Staatsweite Wahlen - Vincent Carter (R) |

Nicht stimmberechtigte Mitglieder im Repräsentantenhaus:
- Alaska-Territorium:
  - Daniel Sutherland (R)
- Hawaii-Territorium:
  - Victor S. K. Houston (R)
- Philippinen: 
  - Pedro Guevara
  - Camilo Osias
- Puerto Rico:
  - Félix Córdova Dávila